# Давид Кагане
Рабин Дави́д Кагане́ (івр. דוד כהנא‎; пол. Dawid Kahane, 15 березня 1903, м. Гримайлів, Тарнопольський повіт, Галичина, Австро-Угорщина — 24 вересня 1998, Єрусалим) — рабин, релігійний діяч, підполковник Польського Війська (капелан).
рабин

## Життєпис
Разом з дружиною та дочкою був врятований Митрополитом Андреєм Шептицьким у його резиденції та монастирських приміщеннях отців студитів. Перед тим перебував у Львівському гетто та Янівському таборі. Згодом описав усі ці події у книзі «Щоденник Львівського гетто».
Після Другої світової війни служив у львівській синагозі «Хадашим», брав участь у відродженні єврейської громади Польщі, після репатріації з СРСР служив головним рабином Війська Польського, спочатку в званні майора, а з 1946 р. — підполковника.
У 1949 році емігрував до Ізраїлю, де був головним рабином Військово-повітряних сил Ізраїлю.
У 1981 році за його клопотанням розглядалось присвоєння Митрополиту Андрею Шептицькому звання «Праведника світу». Але, коли дійшло до голосування, з 13 членів комісії двоє утрималися (в тому числі, з дивних причин, сам Д. Кагане), 5 висловилися за присудження звання, 6 — проти.